# Kapospula
Kapospula (vyslovováno [kapošpula]) je vesnice v Maďarsku v župě Tolna, spadající pod okres Dombóvár. Téměř bezprostředně sousedí s Dombóvárem. V roce 2015 zde žilo 864 obyvatel. Dle údajů z roku 2011 tvoří 83,4 % obyvatelstva Maďaři, 4 % Němci, 0,5 % Romové a 0,3 % Rumuni.
Kapospula leží u řeky Kapos, podle níž se také jmenuje. Sousedními vesnicemi jsou Attala, Kaposszekcső a Nak, sousedním městem Dombóvár.